# Calidus B-250 Bader
Il B-250 Bader è un velivolo a turboelica prodotto dall'azienda emiratina Calidus LLC. con la collaborazione brasiliana Embraer. La sua architettura è costituita da un'ala bassa e un abitacolo a 2 posti in tandem. Viene impiegato come addestratore intermedio e per l'attacco leggero diurno, missioni di sorveglianza e antiguerriglia (COIN). La sua struttura è interamente costituita di fibra di carbonio, materiale che rendende il velivolo molto più leggero rispetto ai velivoli concorrenti sul mercato internazionale.
Il B-250 è dotato di 7 punti d'attacco per l'armamento e gondole per apparecchiature EO/IR (sei subalari ed uno al centro della fusoliera). È dotato di un ampio cockpit e del moderno sistema avionico Pro Line Fusion II forniti entrambi dalla società americana Rockwell Collins.

## Storia del progetto
Nato per contrapporsi ai velivoli prodotti dall'azienda svizzera Pilatus ed ai "Tucano" brasiliani (che fino ad oggi si sono spartiti il mercato dell‘addestratore intermedio propulso a turboelica), il B-250 trae le sue origini proprio dall'aereo brasiliano con cui condivide non solo molte soluzioni aerodinamiche (cellula simile, ma di dimensioni leggermente più grandi), ma anche lo stesso motore, il Pratt & Whitney Canada PT6A-68 da 1 600 cavalli vapore britannici (1 200 kW). Come per l'EMB-312 Tucano e l'EMB-314 Super Tucano, il progettista è lo stesso, l'ingegnere Joseph Kovacs, che già nel 2007 aveva collaborato con la US Aircraft Corp. di Canton, sussidiaria dell'US Technology Corp., per candidare il suo A-67 Dragon a una fornitura per l’Iraq (che non si è concretizzata).
L’aereo è stato poi ridesignato K-52 e, infine, ha assunto la sua denominazione attuale B-250 ed è entrato a far parte del catalogo Novaer, azienda brasiliana di cui lo stesso Kovacs fa parte.
Il rilancio commerciale dell'aereo è avvenuto al recente Dubai Air Show 2017, dove è stato presentato come Calidus B-250 con immatricolazione civile e insegne militari degli Emirati. Obiettivo è giungere alla produzione in serie in uno stabilimento di Abu Dhabi, a condizione che si ottengano ordini sufficienti a giustificare l’impresa. Il B-250 punta anche al mercato dell'attacco leggero ed è stato presentato armato con quattro bombe GBU-58 da 129 kg e due missili aria-aria AIM-9 Sidewinder.

## Ordini
Il 20 novembre 2019 durante il Dubai Airshow 2019, l'Aeronautica degli Emirati Arabi Uniti ha annunciato un ordine per 24 B-250 da utilizzare nel ruolo COIN, valutato a 2,27 miliardi di AED (620 milioni di USD). Non sono state rese note ne data di consegna del primo esemplare, ne quella dell'entrata in servizio. Durante il Dubai Air Show 2023, sono stati ordinati ulteriori 40 B-250T da addestramento.

## Utilizzatori
Emirati Arabi Uniti
- Al-Quwwāt al-Jawiyya al-Imārātiyya

24 B-250LA ordinati il 20 novembre 2019, da utilizzare nel ruolo COIN. Ulteriori 40 B-250T (Trainer) ordinati a novembre 2023.

### Annotazioni
1. ↑  Limited liability company
2. ↑  Sistemi elettro-ottici (in sigla EO, dalla lingua inglese, electro-optical) e all'infrarosso (IR, infrared).

### Fonti
1. 1 2 3 4 5 6 7 8 9 10 11 12 13 14 15  "Calidus B-250: Ancora un erede del Tucano" - "Aeronautica & Difesa" N. 375 - 01/2018 pag. 79
2. ↑   Roberto Caiafa, B-250 BADER, O AVIÃO QUE PROMETE REVOLUCIONAR O MERCADO COIN/CAS MUNDIAL. - Tecnodefesa, su tecnodefesa.com.br.
3. ↑   AERONAVE DE ATAQUE LEVE B-250 BADER É APRESENTADA NO DUBAI AIRSHOW 2017, su defesaaereanaval.com.br.
4. ↑   Fernando Valduga, DUBAI AIRSHOW: CALIDUS/NOVAER APRESENTA O TURBOÉLICE DE ATAQUE LEVE B-250, su cavok.com.br. URL consultato il 2 maggio 2018 (archiviato dall'url originale il 3 maggio 2018).
5. 1 2 3  "DUBAI AIRSHOW 2019: UAE-BASED CALIDUS SECURES DOMESTIC COIN AIRCRAFT ORDER", su janes.com, 20 novembre 2019, URL consultato il 20 novembre 2019.
6. 1 2 3  "CALIDUS B-250 ARMED TRAINER", su scramble.nl, 17 novembre 2023, URL consultato il 17 novembre 2023.